# Paul Mendelssohn Bartholdy der Ältere

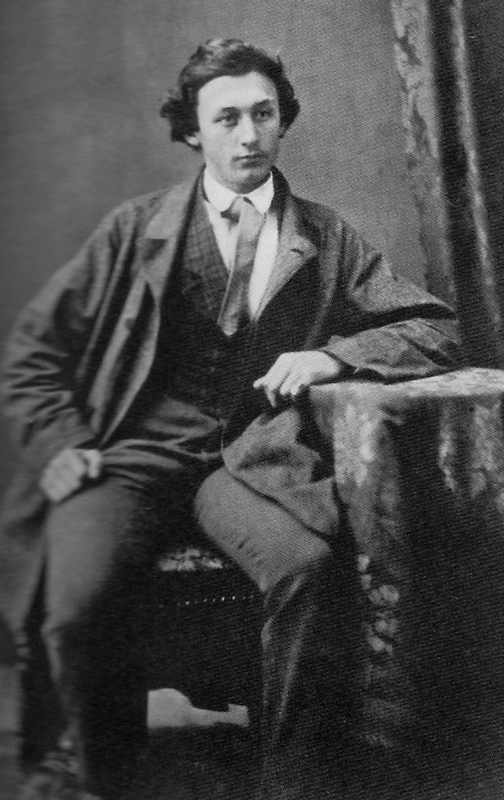
Paul Mendelssohn Bartholdy der Ältere

Paul Felix Abraham Mendelssohn Bartholdy (* 18. Januar 1841 in Leipzig; † 17. Februar 1880 in Berlin) war ein deutscher Chemiker und Industrieller. Zusammen mit Carl Alexander Martius gründete er die Aktiengesellschaft für Anilinfabrikation (Agfa).

## Leben

Das Mendelssohn-Bartholdy’sche Haus in Berlin, Französische Straße 35

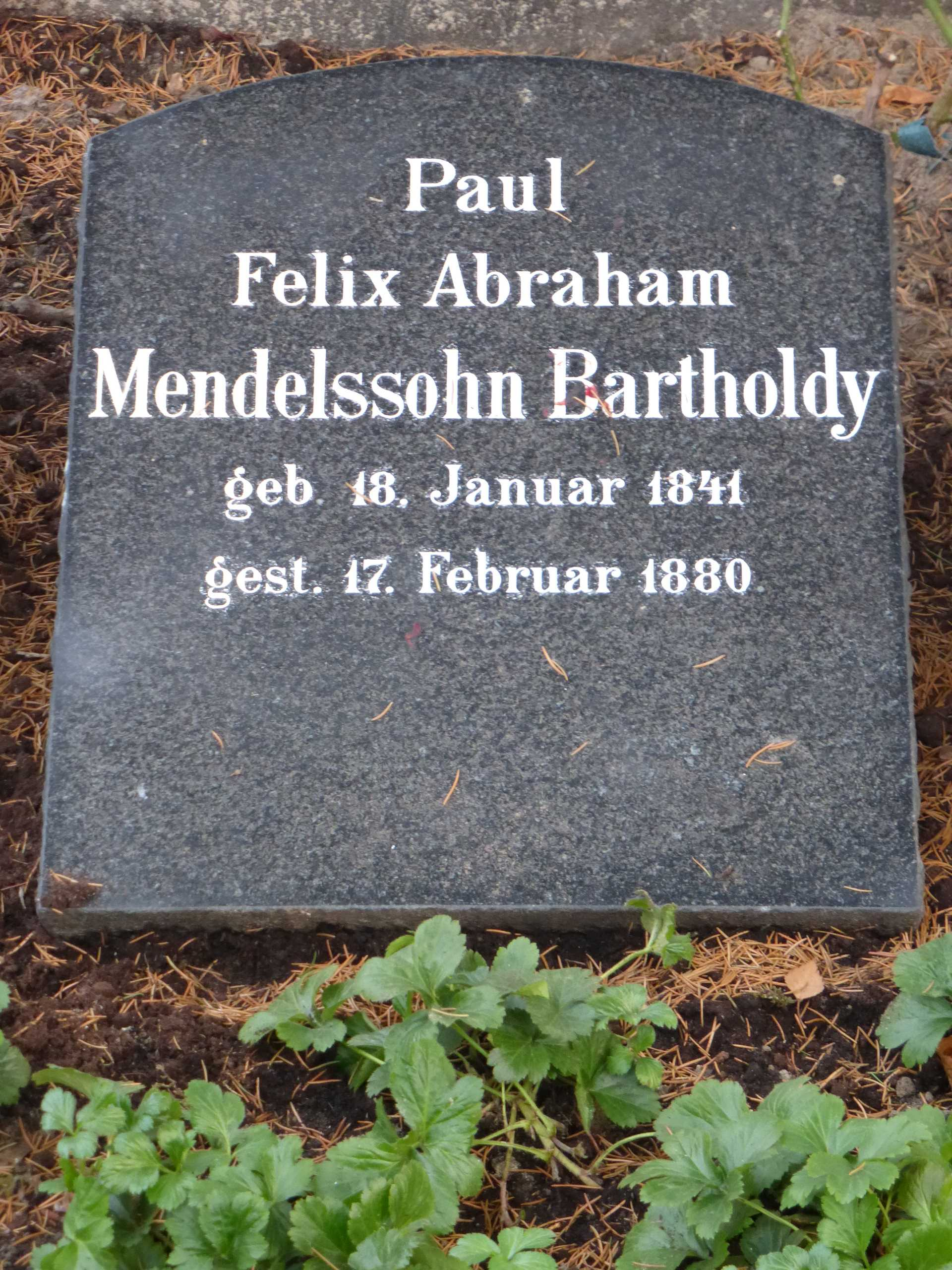
Grabstein von Paul Mendelssohn Bartholdy auf dem Friedhof III der Gemeinde Jerusalems- und Neue Kirche

Paul Mendelssohn Bartholdy war ein Sohn des Komponisten Felix Mendelssohn Bartholdy und seiner Frau Cécile sowie ein Bruder des Historikers Carl Mendelssohn Bartholdy. Nach dem frühen Tod seiner Eltern wuchs er im Hause seines Onkels, des Bankiers Paul Mendelssohn-Bartholdy, in Berlin, Französische Straße 35 auf. Er sollte eigentlich einen kaufmännischen Beruf ergreifen, entschied sich jedoch für das Studium der Chemie an der Universität Heidelberg. Wie sein Bruder Carl wurde er dort Mitglied der Burschenschaft Allemannia Heidelberg. 1863 schloss er seine Promotion ab. Ab 1865 war er als Assistent im Laboratorium von August Wilhelm von Hofmann an der Universität Berlin tätig. Er lernte dort Carl Alexander Martius kennen, mit dem er 1867 im Berliner Vorort Rummelsburg eine Firma für die Anilinherstellung gründete, die Gesellschaft für Anilinfabrikation mbH. Nach Zukauf der Jordanschen Farbenfabrik in Treptow im Jahr 1872 wurde die Produktionspalette um die Farbstoffe Fuchsin, Anilinblau und Methylviolett erweitert. 1873 wurden beide Firmen zur Aktiengesellschaft für Anilinfabrikation (Agfa) verschmolzen. Im Jahr 1877 erwarb die Firma Agfa auch das Verfahren für die Herstellung von Malachitgrün. Durch Erwerb einer Lizenz verschaffte sie sich außerdem Zugang zum Gebiet der Azofarbstoffe. Die Herstellung von Azofarbstoffen prägte die weitere Entwicklung des Unternehmens.
Zu Lebzeiten Paul Mendelssohn Bartholdys lag der Schwerpunkt der Produktion der Firma Agfa auf der Herstellung von Anilin und Anilinfarben. Die Erweiterung des Tätigkeitsbereichs auf das Gebiet der Photographie vollzog sich erst nach seinem Tod unter der Firmenleitung von Carl Alexander (von) Martius und Franz Oppenheim.
Paul Mendelssohn Bartholdy heiratete 1867 die vier Jahre jüngere Else Oppenheim (1844–1868), mit der er verwandt war, da ihre Mutter Margarethe Oppenheim (1823–1890) eine geborene Mendelssohn war. Am 20. August 1868, kurz nach der Geburt ihres ersten Kindes Otto (1868–1949), starb Else Oppenheim an Typhus. Der Sohn, später Bankier, wurde 1906 geadelt. Fünf Jahre nach dem Tod seiner ersten Frau heiratete Paul Mendelssohn Bartholdy 1873 deren jüngere Schwester Enole Oppenheim (1855–1939), mit der er weitere vier Kinder hatte. Die Geburt seines jüngsten Kindes Paul Mendelssohn Bartholdy (1879–1956) überlebte er nur für kurze Zeit.
Paul Mendelssohn Bartholdy der Ältere starb infolge eines Herzinfarktes, einen Monat nach seinem 39. Geburtstag, am 17. Februar 1880 in Berlin. Beigesetzt wurde er auf dem Friedhof III der Gemeinde Jerusalems- und Neue Kirche vor dem Halleschen Tor. Er ruht dort im Familiengrab Mendelssohn-Oppenheim an der Seite seiner beiden Ehefrauen. In der Gittergrabanlage dient eine kleine, liegende Stele aus schwarzem Granit als Grabmarkierung.
Paul Mendelssohn Bartholdy der Jüngere promovierte, wie der Vater, in Chemie und übernahm ein Direktorenamt in der Agfa.